# Гродкув
Гродкув (пол. Grodków) — город в Польше, входит в Опольское воеводство, Бжегский повят. Имеет статус городско-сельской гмины. Занимает площадь 9,88 км². Население — 8 709 человек (на 2007 год).

## История
С 1847 года — железнодорожная станция Гродкув-Слёнски на линии Ныса — Гродкув — Бжег.

## Известные жители
- Адам Мельхиор (1575—1622) — немецкий литературовед, биограф

## Галерея

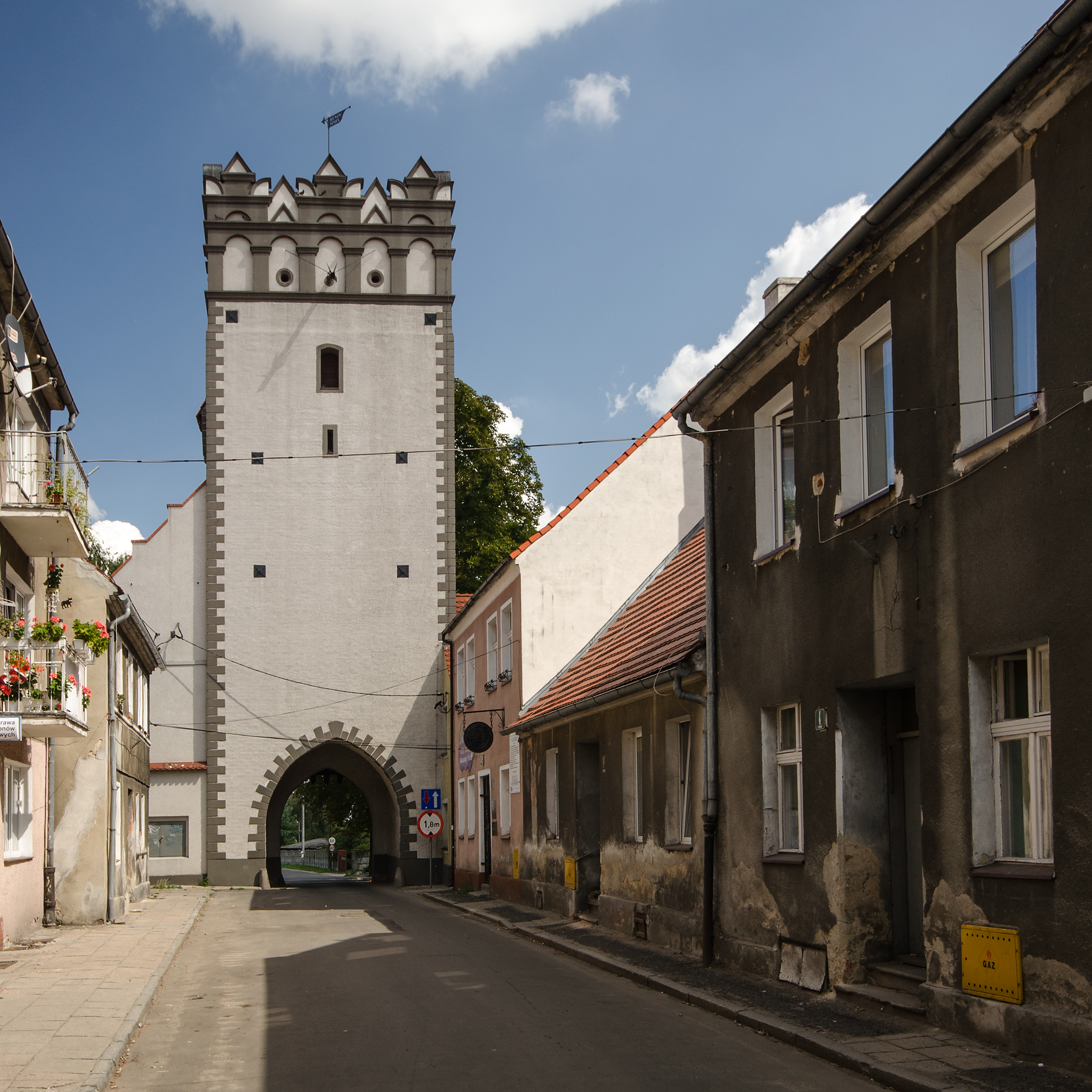
Левинские ворота
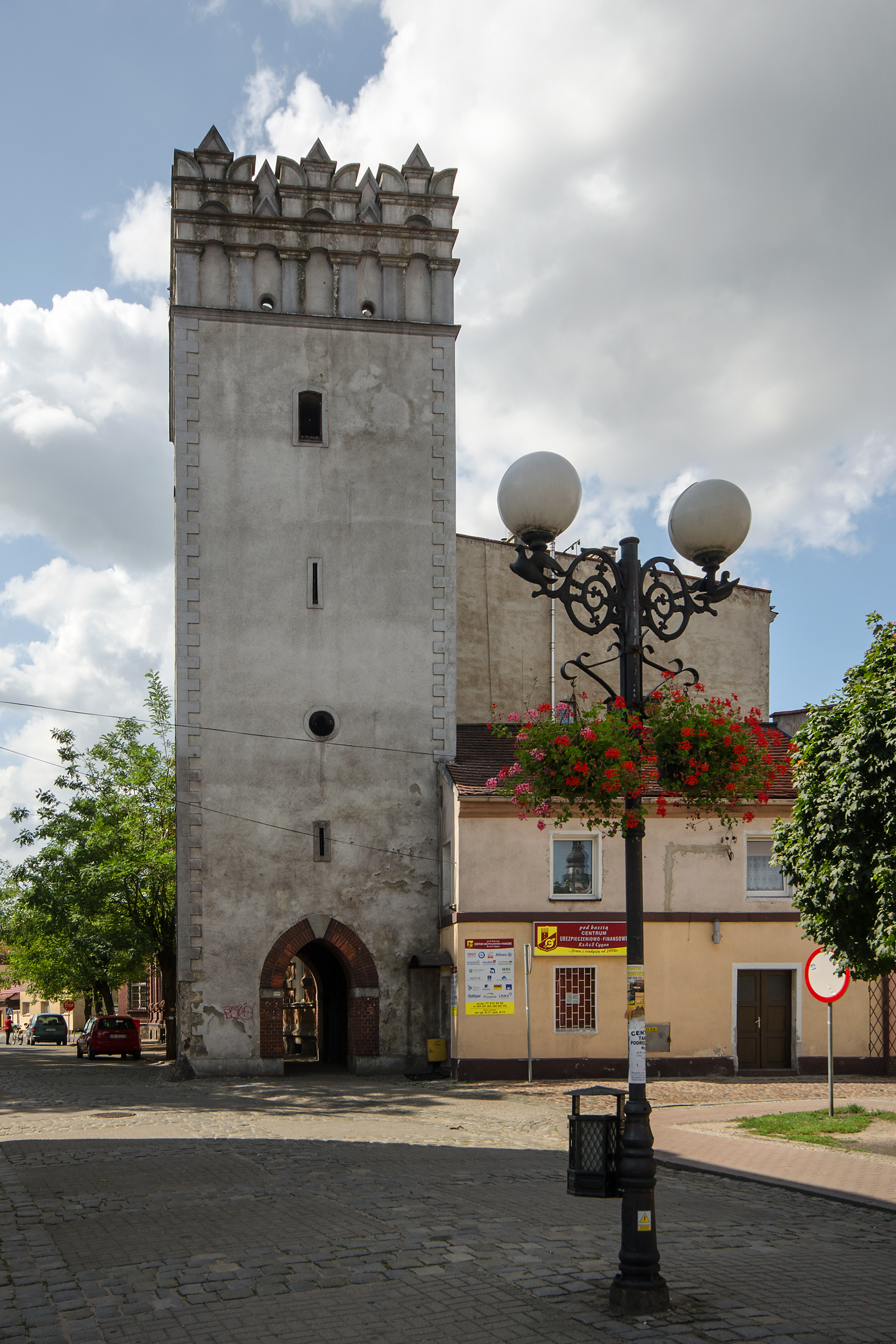
Мюнстербергерские ворота
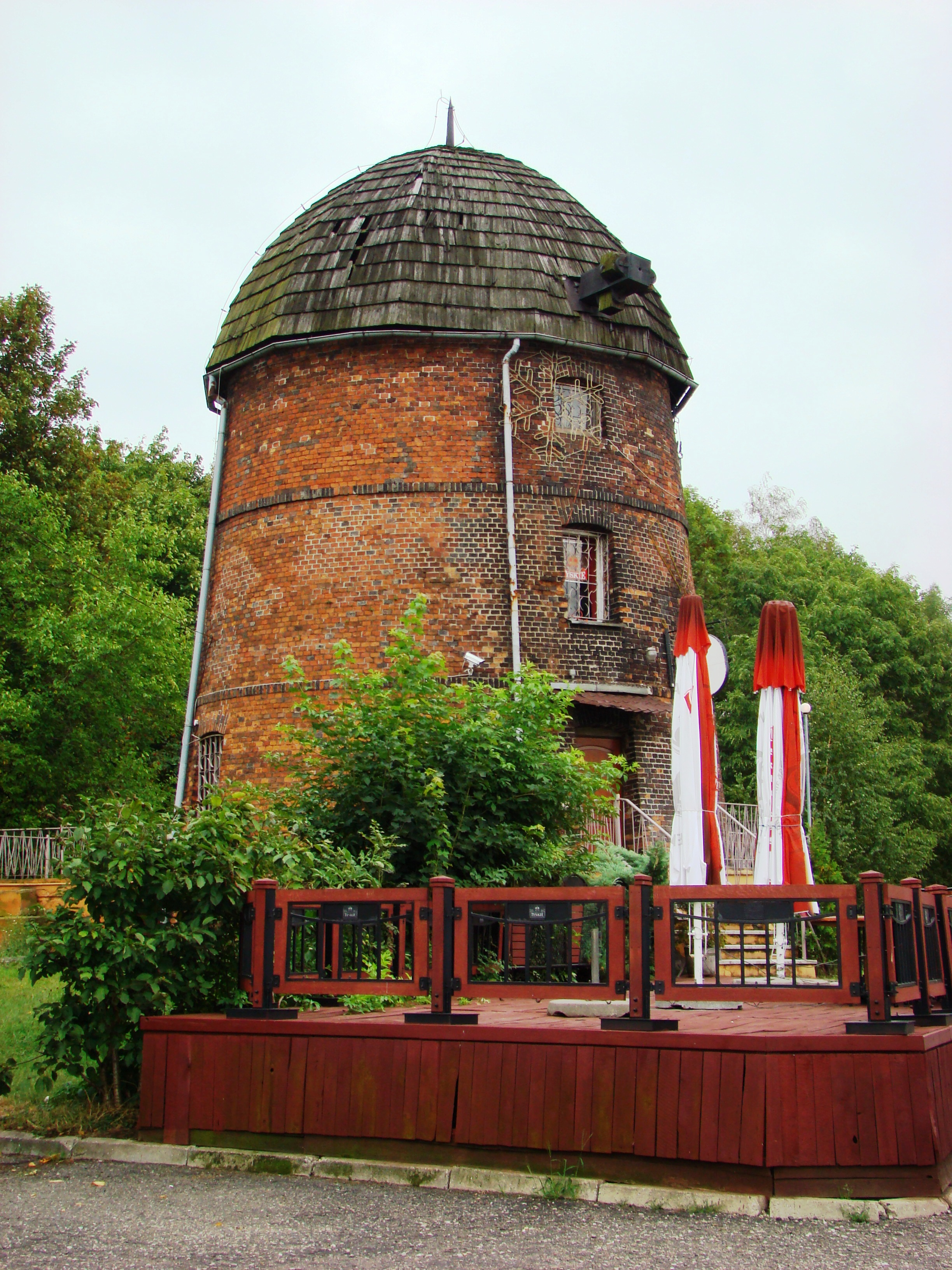
Башня
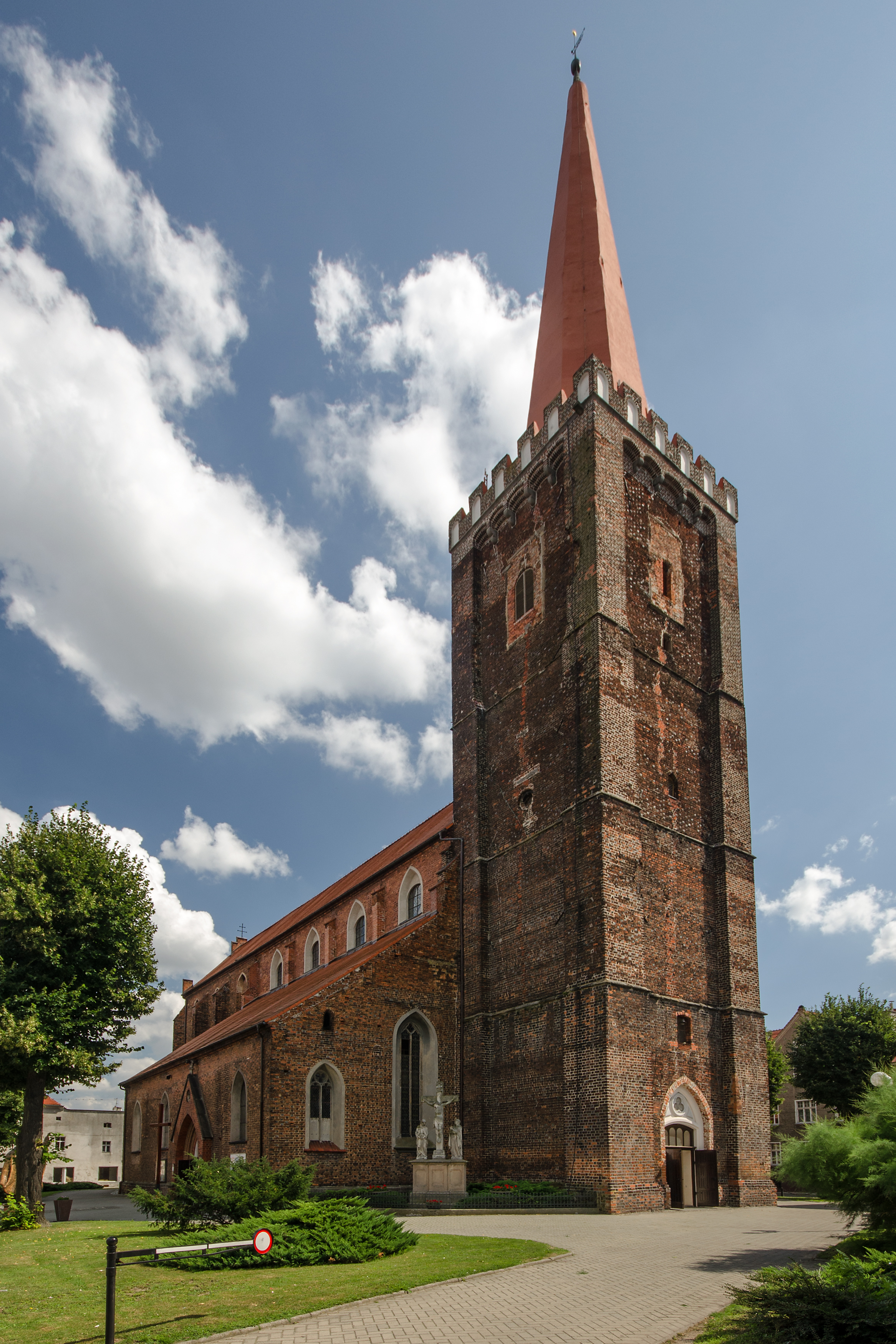
Церковь Св. Михаила
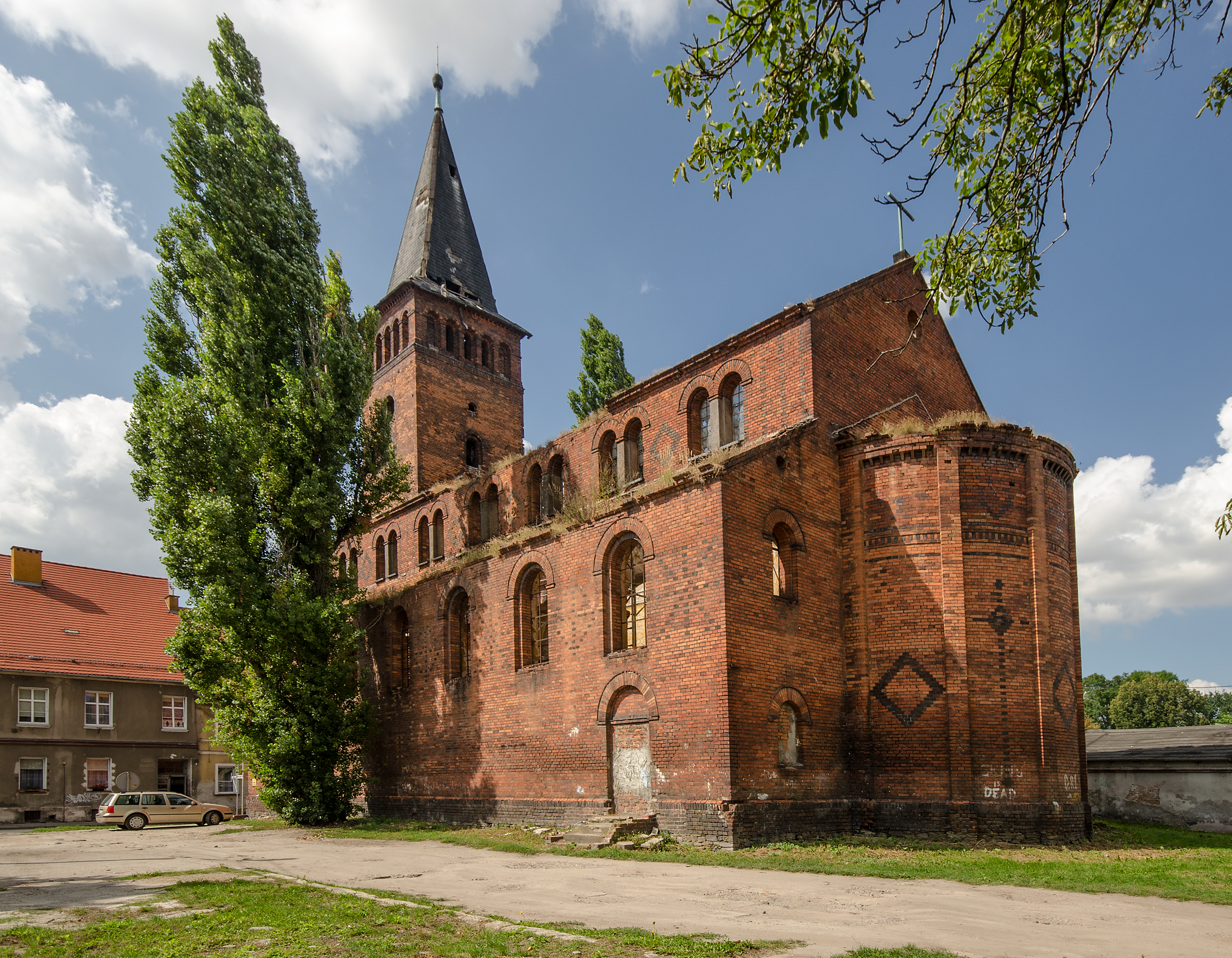
Церковь
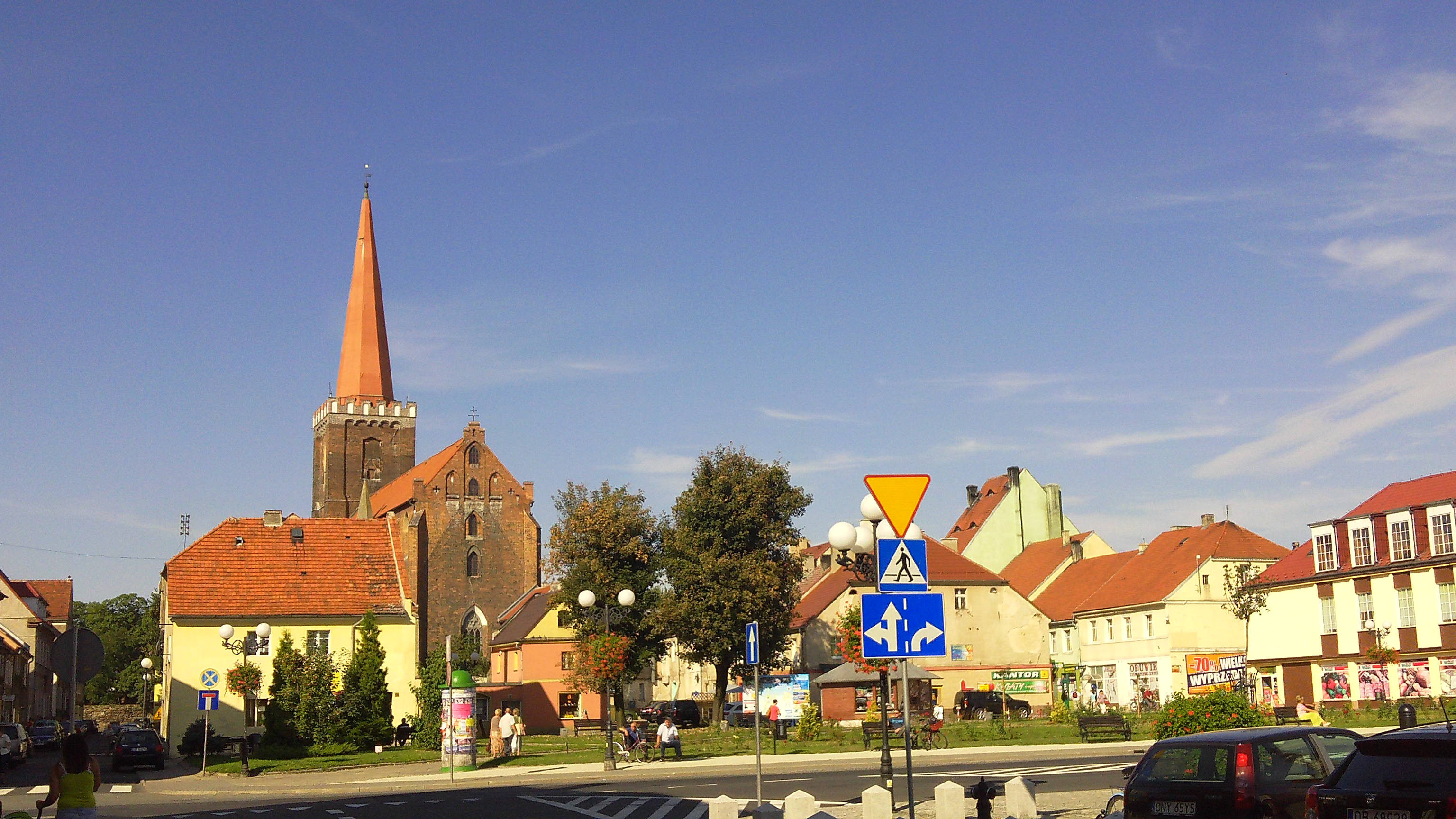
Панорама
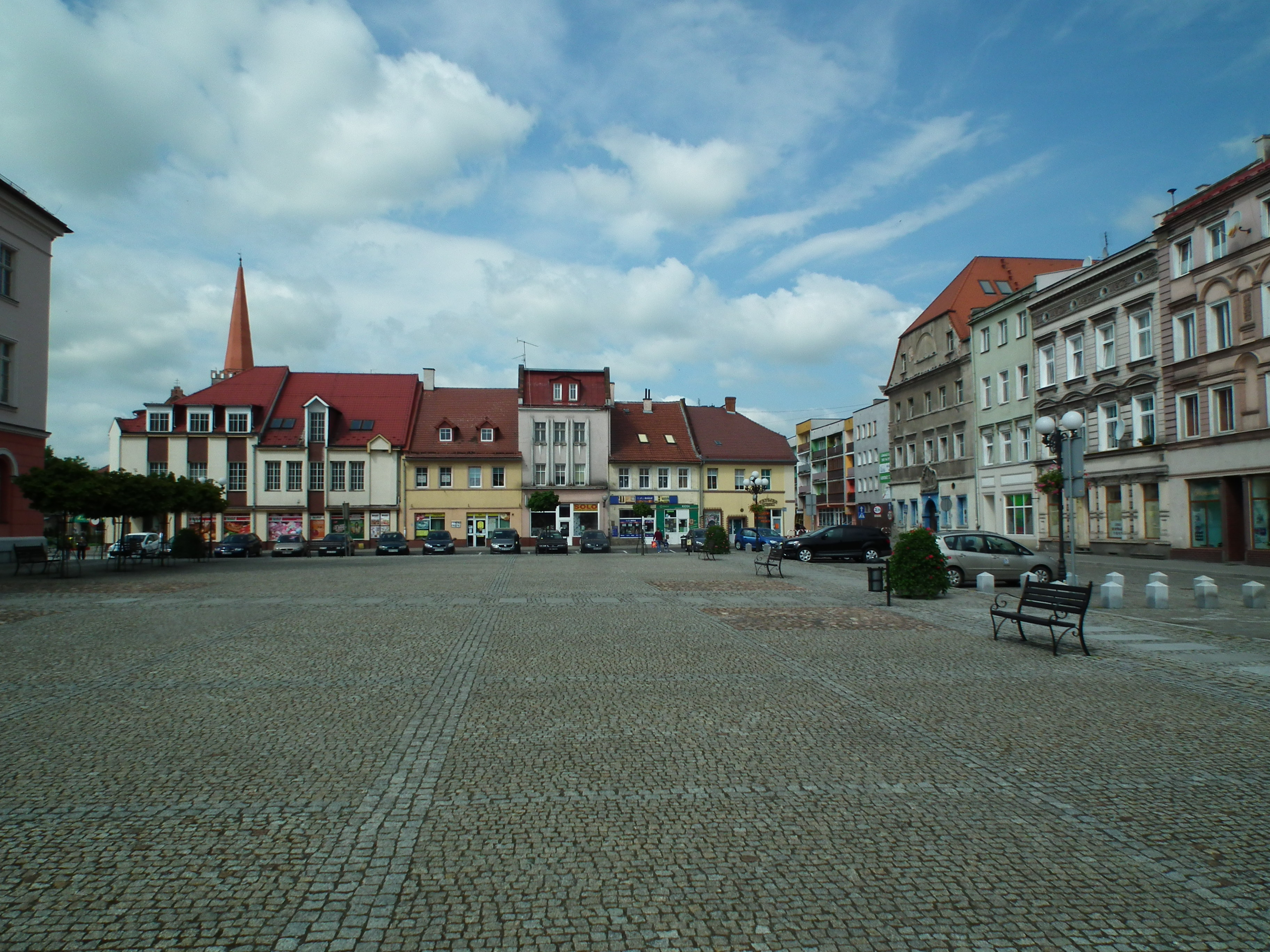
Рыночная площадь
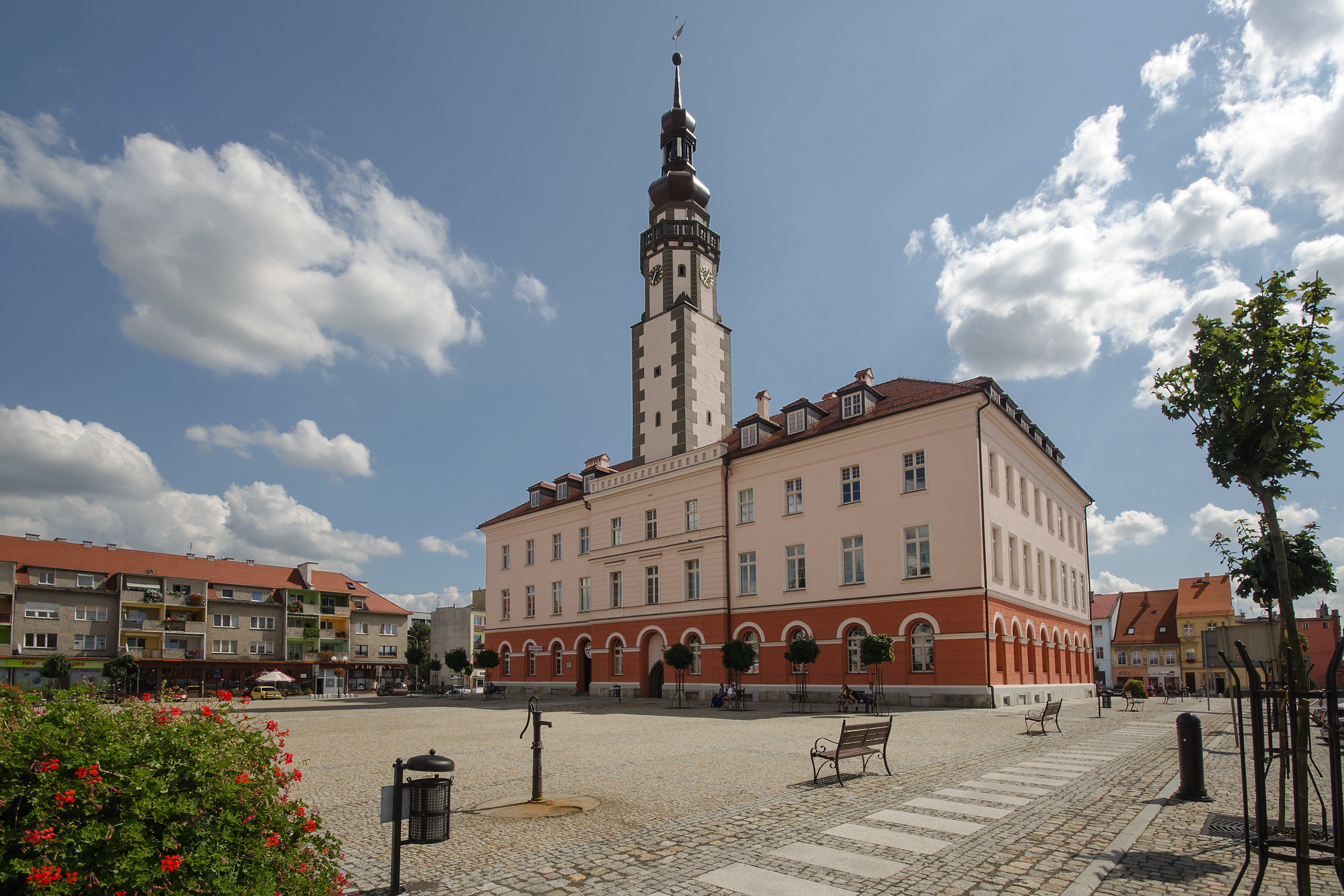
Ратуша
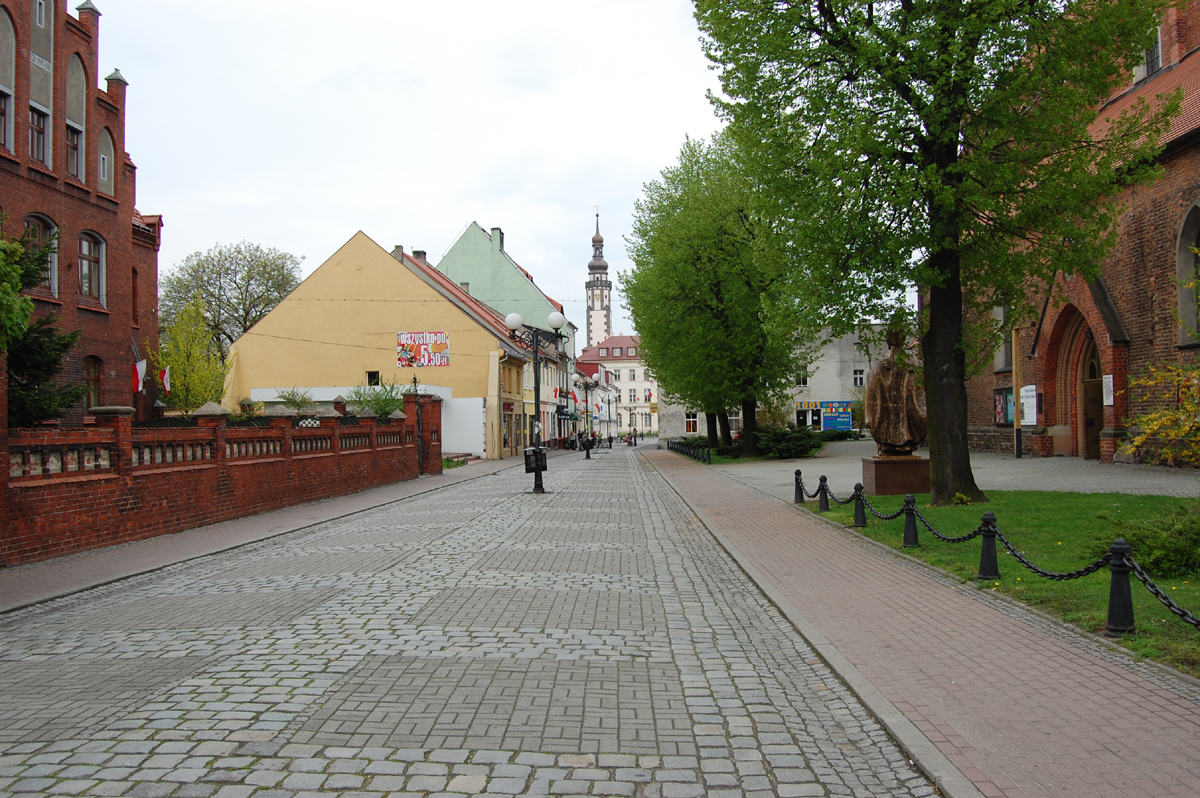
Улица